# Krista Purana
Krista Purana ( / kɾist̪ə pu ;a; /; Devanagari : क्रिस्त णराण ) es un poema épico sobre la vida de Jesucristo escrito en una mezcla de marathi y konkani por el padre Thomas Stephens, jesuita (1549-1619). Adoptando el género de literatura india de los puranas, escritos que vuelven a contar la historia completa de la humanidad, desde los días de la creación hasta la época de Jesús en forma de verso lírico. Los Krista Puranas -11,000 estrofas de 4 versos- fueron muy populares en las iglesias de la zona donde se cantaron en ocasiones especiales hasta la década de 1930. Aunque todavía no se ha descubierto una copia de la edición original, se cree que se publicó en Rachol (Raitur) en 1616 (mientras el autor todavía vivía), 1649 y 1654.

## Ediciones
1. Discurso sobre a vinda do Jesu-Christo Nosso Salvador ao mundo, dividido em dous Tratados, pelo Padre Thomaz Estevão, Inglez, da Companhia de Jesu. Impresso em Rachol com licencia da Santa Inquisicão, e Ordinario no Collegio de Todos os Santos da Companhia de Jesu Anno 1616.[1]  Primera edición, Rachol [Raitur], Goa, 1616. [escritura romana.] El título con todos sus detalles se toma de la 'licencia', que a su vez se encuentra, el MS no es cotejada por JL Saldanha, pero en la Introducción del JH Cunha Rivara a su edición de Stephens, Grammatica da Lingua Concani, 1857.[2] Impresa 22 de junio de 1615. «De las Censuras y Licencias anexas parece haber sido originalmente escrito en portugués y luego traducido al idioma vernáculo en el que ahora lo encontramos. La traducción parece haber sido completada en 1614,[3] e impresa para la primera vez, en 1616, como se declara en el título descriptivo en portugués dado primero al libro ».[4] No se ha rastreado ninguna copia hasta la fecha.
2. Puranna. Segunda edición, 1649.[Escritura romana].«Una segunda edición, realizada en 1646 bajo los auspicios del ya mencionado Padre Gaspar de S. Miguel, quien, junto con otros eclesiásticos, completó una revisión del trabajo sobre El 20 de febrero de 1649, parece haber sido publicado en el último año bajo el título de Puránna, en lugar de la designación portuguesa original a cargo de la primera edición ... No se sabe dónde se imprimió la segunda edición».[4] La edición de Drago, sin embargo, indica que se imprimió en Raitur, Goa, 1649. No se ha rastreado ninguna copia hasta la fecha.
3. Puránna. Em Goa com licenca da Santa Inquisicao e Ordinario no Collegio de S. Paolo novo de Companhia de Jesu. Anno de 1654. Tercera edición, Antiguo Goa [según Drago], 1654. [Escritura romana.] Licencias del Rev. Padre Lucas da Cruz y otro, dt. 2 de enero de 1653 y 22 de junio de 1654. No se ha rastreado ninguna copia hasta la fecha. Véase, sin embargo, la MS conservada en la Biblioteca Central, Panjim, que se enumera a continuación, que dice ser una copia de esta tercera edición, 1654.
4. The Christian Puránna of Father Thomas Stephens of the Society of Jesus: A Work of the 17th Century: Reproduced from manuscript copies and edited with a biographical note, an introduction, an English synopsis of contents and vocabulary. [Escritura romana.] 4 a edición, por Joseph L. Saldanha. Bolar, Mangalore: Simon Alvares, 1907. Pp. xci + 597. [Copias disponibles en XB; Seminario de San Pío X, Goregaon, Mumbai.]
5. Phādara Stīphanskṛta Khristapurāṇa: Paile va Dusare.5ª edición, por Shantaram P. Bandelu. Primera [edición impresa] escritura Devanagari Poona: Prasad Prakashan, 1956. Pp. iv + (15) + (96) +1076. [Copias disponibles en De Nobili College, Pune; United Theological College, Bangalore.]
6. Kristapurāṇa. 6.ª edición, por Caridade Drago, SJ. Segunda [edición impresa]  escritura Devanagari. Páginas. li + 907. Mumbai: Popular Prakashan, 1996. [Copias disponibles en Thomas Stephens Konknni Kendr, Alto Porvorim, Goa; Divyadaan: Instituto Salesiano de Filosofía, Nashik.]
7. Phādara Thomas Stīphanskṛta Khristapurāṇa: Purāṇa 1 va 2: Sudhārita ani vistārita sampurṇa avṛtti hastalikhita Mārsden Marāṭhi padya pratitīla śloka, Marāṭhi bhāṣāntara; vistṛta sandarbha, parisiste va granthasuchi.Ed. y tr. Nelson Falcao, SDB. Bangalore: Publicaciones de Kristu Jyoti, 2009.

## Manuscritos

### En Goa
Al menos cinco MS del Khristapurana se han localizado hasta la fecha en Goa:
1. The Goa Central Library MS: Discurso sobre a vinda de Jesu Christo Nosso Salvador ao Mundo dividido em dous tratados feito pelo Padre Thomas Estevão Ingrez da Companhia de Jesus. Impresso em Goa com licenca das Inquisicão, e Ordinario no Collegio de S. Paulo novo de Companhia de Jesu. Anno de 1654, Escripto por Manoel Salvador Rebello, Natural de Margão no Anno 1767. (CL)
2. The Pilar MS, at the Museum of the Pilar Monastery, Pilar, Goa. (P)
3. El MC Saldanha MS en el Thomas Stephens Konknni Kendr, Alto Porvorim, Goa (TSKK-1). Si este MC Saldanha es el mismo que el conocido profesor Mariano Saldanha de Ucassaim, Goa, aún no se ha establecido. Pero por el hecho de que el MS ha estado encuadernada en Kodailbail, Mangalore, es altamente probable que esta sea uno de los 5 MS usados por JL Saldanha en la preparación de su edición de 1907 de la Khristapurana. [6]
4. Otro MS en el Thomas Stephens Konknni Kendr (TSKK-2).
5. El Bhaugun Kamat Vagh MS en la Colección Pissurlencar en la Biblioteca de la Universidad de Goa (BKV).

Los MS (manuscritos) no tienen fecha. La cronología, por lo tanto, tendrá que establecerse a partir de evidencia interna, teniendo en cuenta la terminología (romanizada o sánscrita), el número de cantos y estrofas, las interpolaciones, el Elogio de Marathi (falta en ela MS Marsden), el capítulo sobre el Milagro en Cana (faltante en el MS Marsden ), etc. Esto también nos ayudará a establecer si el M Sanskritized era el texto «original» del Khristapurana o no.

### En el Reino Unido
1. The Adi or First Puran + The Deva Puran.  [Manuscritos en devanagari.] Manuscritos de la Colección Marsden. Londres: Escuela de Estudios Orientales y Africanos. Nd[5]

Los manuscritos habían pertenecido a la biblioteca de William Marsden, quien, dice Abbot, «hace un siglo» había hecho una gran colección de monedas y libros orientales cuando estaba en la India, muchos de los cuales habían sido obtenidos de los Archivos en Goa (de que archivos, Abbot no lo dice). La biblioteca fue entregada por Marsden al Kings College, Londres, en 1853, pero en 1916 entró en posesión de la Escuela de Estudios Orientales. El catálogo contenía únicamente algunos artículos Marathi. Abbot informa dos, con entradas hechas por Marsden de la siguiente manera: «El Adi o el Primer Puran, un cristiano trabaja en el idioma Mahratta y el personaje Nagari parece que contiene una exposición del Antiguo Testamento». El Deva Puran, o Historia Divina.
Abbott afirma que esta es una copia del texto original de Thomas Stephens. Bandelu siente que no hay suficiente evidencia para lo dicho por Abbott. Falcao sigue a Abbott sin discutir realmente su caso. Extrañamente, aunque admite que el Marsden MS es un manuscrito y no una 'edición', todavía lo cataloga como la 7a edición, viniendo después de Drago, sin dar ninguna razón de apoyo.
El P. H. Staffner obtuvo un microfilm de M y realizó dos copias. Una está en la Biblioteca Jaykar de la Universidad de Pune. La otra está en Snehasadan, Pune. Parece, sin embargo, que hay otro microfilm de la misma en el Mumbai Marathi Sansodhan Mandala, Mumbai, aunque D no especifica que este es M. Falcao (2003) sigue a Drago, pero especifica que este microfilm es de hecho del manuscrito Marsden.

### En Mangalore
1. Manuscrito, escrito en Kannada. Monasterio Carmelita, Kulshekara, Mangalore Ver al P. Santhamayor
2. St Aloysius College, Mangalore.

## Tesis doctorales
- Quadra, Benedetta. Il P. Tommaso Stephens, S.I. e il suo Purana Cristiano. Rome: Università degli Studi di Roma, 1943. [Falcao 2003 215. Untraceable.]
- Malshe, S.G. Stīphansacyā Kristapurāṇācā Bhāśika āṇi Vāṅmayīna Abhyāsa. Doctoral dissertation. Unpublished. Mumbai: University of Bombay, 1961. [Falcao 2003 215.]
- Falcao, Nelson. Kristapurana: Un Encuentro Cristiano-Hindú: Un Estudio de Inculturación en la Kristapurana de Thomas Stephens, SJ (1549-1619). Publicado bajo el mismo título en Pune: Snehasadan / Anand: Gujarat Sahitya Prakash, 2003